# Crateri lunari (R-S)
Segue un elenco dei crateri d'impatto lunari ufficialmente riconosciuti dall'Unione Astronomica Internazionale le cui iniziali siano R o S.

## R
| Cratere         | Eponimo | Latitudine | Longitudine | Diametro  | Crateri minori                                    |
| --------------- | --- | ---------- | ----------- | --------- | ------------------------------------------------- |
| Rabbi Levi      | Levi ben Gershon - Astronomo francese (1288-1344).                                                                           | 34,78° S   | 23,46° E    | 82,44 km  | A B C D E F G H J L M N O P Q R S T U             |
| Racah           | Giulio Racah - Fisico italo-israeliano (1909-1965).                                                                          | 13,5° S    | 180,13° E   | 71,91 km  | B J K N T U W X                                   |
| Raimond         | Jean Jacques Raimond, Jr. - Astronomo olandese (1903-1961).                                                                  | 14,78° N   | 200,37° E   | 68,37 km  | K Q                                               |
| Raman           | Chandrasekhara Venkata Raman - Fisico indiano (1888-1970).                                                                   | 26,96° N   | 304,84° E   | 10,17 km  | nessuno                                           |
| Ramon           | Ilan Ramon - Astronauta israeliano (1954-2003).                                                                              | 41,23° S   | 211,92° E   | 17,23 km  | nessuno                                           |
| Ramsay          | William Ramsay - Chimico britannico (1852-1916).                                                                             | 40,02° S   | 145,04° E   | 61,28 km  | U                                                 |
| Ramsden         | Jesse Ramsden - Ottico britannico (1735-1800).                                                                               | 32,96° S   | 328,13° E   | 25,11 km  | A G H                                             |
| Rankine         | William Rankine - Fisico scozzese (1820-1872).                                                                               | 3,87° S    | 71,49° E    | 10,48 km  | nessuno                                           |
| Raspletin       | Aleksandr Andreyevič Raspletin - Ingegnere sovietico (1908-1967).                                                            | 22,41° S   | 151,75° E   | 45,52 km  | nessuno                                           |
| Ravi            | Ravi - Nome maschile indiano.                                                                                                | 12,5° S    | 358,03° E   | 1,62 km   | nessuno                                           |
| Rayet           | Georges Rayet - Astronomo francese (1839-1906).                                                                              | 44,65° N   | 114,5° E    | 27,76 km  | H P Y                                             |
| Rayleigh        | John William Strutt Rayleigh - Fisico britannico (1842-1919).                                                                | 29,12° N   | 89,45° E    | 113,77 km | (A) B C D                                         |
| Razumov         | Vladimir Vasil'evič Razumov - Progettista di razzi sovietico (1890-1967).                                                    | 38,95° N   | 245,37° E   | 75,08 km  | C                                                 |
| Réaumur         | René-Antoine Ferchault de Réaumur - Fisico francese (1683-1757).                                                             | 2,45° S    | 0,73° E     | 51,25 km  | A B C D K R W X Y                                 |
| Recht           | Albert William Recht - Astronomo statunitense (1892-1962).                                                                   | 9,76° N    | 123,99° E   | 19,96 km  | nessuno                                           |
| Regiomontanus   | Regiomontano - Astronomo tedesco (1436-1476).                                                                                | 28,28° S   | 358,91° E   | 126,64 km | A B C E F G H J K L M N R S T U W Y Z             |
| Regnault        | Henri-Victor Regnault - Chimico francese (1810-1878).                                                                        | 54,04° N   | 272,12° E   | 51,31 km  | C W                                               |
| Reichenbach     | Georg Friedrich von Reichenbach - Ottico tedesco (1772-1826).                                                                | 30,48° S   | 47,95° E    | 64,85 km  | A B C D F G H J K L M N P Q R S T U W X Y Z       |
| Reimarus        | Nicolai Reymers Baer - Matematico tedesco (c. 1550-c. 1600).                                                                 | 47,69° S   | 60,42° E    | 47,62 km  | A B C F H R S T U                                 |
| Reiner          | Vincenzo Renieri - Astronomo italiano (?-1648).                                                                              | 6,92° N    | 305,02° E   | 29,85 km  | A C E G H K L M N Q R S T U                       |
| Reinhold        | Erasmus Reinhold - Astronomo tedesco (1511-1553).                                                                            | 3,28° N    | 337,14° E   | 43,28 km  | A B C D F G H N                                   |
| Repsold         | Johann Georg Repsold - Inventore tedesco (1770-1830).                                                                        | 51,31° N   | 281,59° E   | 108,65 km | A B C G H N R S T V W                             |
| Resnik          | Judith Resnik - Astronauta statunitense (1949-1986).                                                                         | 34,15° S   | 209,16° E   | 22,16 km  | nessuno                                           |
| Respighi        | Lorenzo Respighi - Astronomo italiano (1824-1890).                                                                           | 2,86° N    | 71,9° E     | 17,88 km  | nessuno                                           |
| Rhaeticus       | Georg Joachim Rheticus - Astronomo ungherese (1514-1576).                                                                    | 0,03° N    | 4,92° E     | 44,43 km  | A B D E F G H J L M N                             |
| Rheita          | Anton Maria Schyrleus di Rheita - Astronomo cecoslovacco (c. 1597-1660).                                                     | 37,1° S    | 47,17° E    | 70,81 km  | A B C D E F G H L M N P                           |
| Riccioli        | Giovanni Riccioli - Astronomo italiano (1598-1671).                                                                          | 2,9° S     | 285,58° E   | 155,66 km | C F G H K U Y CA                                  |
| Riccius         | Agostino e Matteo Ricci - Astronomo e geografo italiani, rispettivamente (fl. 1513) e (1552-1610).                           | 37,02° S   | 26,43° E    | 71,79 km  | A B C D E G H J K L M N O P R S T W X Y           |
| Ricco           | Annibale Riccò - Astronomo italiano (1844-1911).                                                                             | 74,92° N   | 177,05° E   | 65,83 km  | nessuno                                           |
| Richards        | Theodore William Richards - Chimico statunitense (1868-1928).                                                                | 7,7° N     | 140,09° E   | 16,8 km   | nessuno                                           |
| Richardson      | Owen Willans Richardson - Fisico britannico (1879-1959).                                                                     | 30,93° N   | 99,89° E    | 162,56 km | E W                                               |
| Riedel          | Klaus e Walter Riedel - Progettisti di razzi tedeschi, non imparentati tra loro. Rispettivamente (1907-1944) e (1902-1968).  | 48,89° S   | 219,95° E   | 49,14 km  | G Q Z                                             |
| Riemann         | Bernhard Riemann - Matematico tedesco (1826-1866).                                                                           | 39,38° N   | 87,18° E    | 117,85 km | (A) B J                                           |
| Ritchey         | George Willis Ritchey - Ottico statunitense (1864-1945).                                                                     | 11,13° S   | 8,48° E     | 24,07 km  | A B C D E F J M N                                 |
| Rittenhouse     | David Rittenhouse - Astronomo statunitense (1732-1796).                                                                      | 74,25° S   | 107,07° E   | 27,5 km   | nessuno                                           |
| Ritter          | Carl e August Ritter - Geografo e astrofisico tedeschi, non imparentati tra loro. Rispettivamente (1779-1859) e (1826-1908). | 1,96° N    | 19,17° E    | 29,52 km  | B C D                                             |
| Ritz            | Walther Ritz - Fisico svizzero (1878-1909).                                                                                  | 15,37° S   | 92,38° E    | 53,77 km  | B J                                               |
| Robert          | Robert - Nome maschile inglese.                                                                                              | 19,03° N   | 27,45° E    | 0,56 km   | nessuno                                           |
| Roberts         | Alexander William e Isaac Roberts - Astronomi sudafricano (1857-1938) e britannico (1829-1904).                              | 70,66° N   | 185,75° E   | 89,37 km  | M N P Q R                                         |
| Robertson       | Howard Percy Robertson - Fisico statunitense (1903-1961).                                                                    | 21,84° N   | 254,63° E   | 89,85 km  | nessuno                                           |
| Robinson        | John Thomas Romney Robinson - Astronomo irlandese (1792-1882).                                                               | 59,06° N   | 313,97° E   | 24,09 km  | nessuno                                           |
| Rocca           | Giovanni Antonio Rocca - Matematico italiano (1607-1656).                                                                    | 12,89° S   | 287,11° E   | 84,06 km  | A B C D E F G H J L M N P Q R S T W Z             |
| Rocco           | Rocco - Nome maschile italiano.                                                                                              | 28,91° N   | 315° E      | 4,35 km   | nessuno                                           |
| Roche           | Édouard Roche - Astronomo francese (1820-1883).                                                                              | 42,37° S   | 136,54° E   | 152,67 km | C (U) V W                                         |
| Romeo           | Romeo - Nome maschile italiano.                                                                                              | 7,53° N    | 122,68° E   | 7,15 km   | nessuno                                           |
| Römer           | Ole Rømer - Astronomo danese (1644-1710).                                                                                    | 25,43° N   | 36,41° E    | 43,7 km   | A B C D E F G H J (K) (L) M N P R S T U V W X Y Z |
| Röntgen         | Wilhelm Conrad Röntgen - Fisico tedesco (1845-1923).                                                                         | 32,88° N   | 268,58° E   | 128,42 km | A B                                               |
| Rosa            | Rosa - Nome femminile spagnolo.                                                                                              | 20,31° N   | 327,7° E    | 0,82 km   | nessuno                                           |
| Rosenberger     | Otto August Rosenberger - Astronomo tedesco (1800-1890).                                                                     | 55,49° S   | 43,15° E    | 91,65 km  | A B C D E F G H J K L N S T W                     |
| Ross            | James Clark e Frank Elmore Ross - Esploratore britannico (1800-1862) e astronomo statunitense (1874-1966).                   | 11,67° N   | 21,74° E    | 24,49 km  | B C D E F G H                                     |
| Rosse           | William Parsons - Astronomo irlandese (1800-1867).                                                                           | 17,95° S   | 34,98° E    | 11,43 km  | C                                                 |
| Rosseland       | Svein Rosseland - Astrofisico norvegese (1894-1985).                                                                         | 40,82° S   | 130,68° E   | 67,66 km  | nessuno                                           |
| Rost            | Johann Leonhard Rost - Astronomo tedesco (1688-1727).                                                                        | 56,42° S   | 326,16° E   | 46,85 km  | nessuno                                           |
| Rothmann        | Christoph Rothmann - Astronomo tedesco (unkn-1600).                                                                          | 30,81° S   | 27,7° E     | 41,67 km  | A B C D E F G H J K L M W                         |
| Rowland         | Henry Augustus Rowland - Fisico statunitense (1848-1901).                                                                    | 56,98° N   | 197,52° E   | 166,12 km | G J K M N R Y                                     |
| Rozhdestvenskiy | Dmitry Syergeyevič Rozhdestvensky - Fisico sovietico (1876-1940).                                                            | 84,99° N   | 202,11° E   | 181,15 km | H K U W                                           |
| Rubin           | Vera Rubin - Astronoma statunitense (1928-2016).                                                                             | 82,82° S   | 77,65° E    | 4 km      | nessuno                                           |
| Rumford         | Conte Rumford - Fisico britannico (1753-1814).                                                                               | 28,81° S   | 190,2° E    | 60,83 km  | A B C F Q T                                       |
| Runge           | Carl David Tolmé Runge - Matematico tedesco (1856-1927).                                                                     | 2,43° S    | 86,81° E    | 38,98 km  | nessuno                                           |
| Russell         | Henry Norris e John Russell - Astronomi statunitense (1877-1957) e britannico (1745-1806).                                   | 26,51° N   | 284,45° E   | 103,37 km | B E F R S                                         |
| Ruth            | Ruth - Nome femminile ebraico.                                                                                               | 28,71° N   | 314,94° E   | 3,08 km   | nessuno                                           |
| Rutherford      | Ernest Rutherford - Fisico neozelandese (1871-1937).                                                                         | 10,56° N   | 137,09° E   | 15,98 km  | nessuno                                           |
| Rutherfurd      | Lewis Morris Rutherfurd - Astronomo statunitense (1816-1892).                                                                | 61,15° S   | 347,75° E   | 49,98 km  | A B C D E                                         |
| Rydberg         | Johannes Rydberg - Fisico svedese (1854-1919).                                                                               | 46,43° S   | 263,57° E   | 48,03 km  | nessuno                                           |
| Ryder           | Graham Ryder - Geologo statunitense di nascita britannico (1949-2002).                                                       | 43,87° S   | 143,3° E    | 15,55 km  | nessuno                                           |
| Rynin           | Nikolai Alexsevič Rynin - Scienziato sovietico (1877-1942).                                                                  | 46,78° N   | 256,27° E   | 77,88 km  | nessuno                                           |

## S
| Cratere          | Eponimo | Latitudine | Longitudine | Diametro  | Crateri minori                                  |
| ---------------- | --- | ---------- | ----------- | --------- | ----------------------------------------------- |
| Sabatier         | Paul Sabatier - Chimico francese (1854-1941). | 13,19° N   | 79,01° E    | 9,6 km    | nessuno                                         |
| Sabine           | Edward Sabine - Astronomo irlandese (1788-1883). | 1,38° N    | 20,07° E    | 29,75 km  | A C                                             |
| Sacrobosco       | Giovanni Sacrobosco - Astronomo britannico (c. 1200-1256). | 23,75° S   | 16,64° E    | 97,67 km  | A B C D E F G H J K L M N O P Q R S T U V W X   |
| Saenger          | Eugen Sänger - Scienziato tedesco (1905-1964). | 4,49° N    | 102,8° E    | 74,57 km  | B C D P Q R V X                                 |
| Šafařík          | Vojtěch Šafařík - Astronomo cecoslovacco (1829-1902). | 10,44° N   | 176,7° E    | 31,42 km  | A H S                                           |
| Saha             | Meghnad Saha - Astrofisico indiano (1893-1956). | 1,69° S    | 103,04° E   | 103,34 km | B C D E J M N W                                 |
| Salam            | Abdus Salam - Fisico pakistano (1926-1996). | 42,23° S   | 206,98° E   | 6 km      | nessuno                                         |
| Samir            | Samir - Nome maschile arabo. | 28,5° N    | 325,71° E   | 1,86 km   | nessuno                                         |
| Sampson          | Ralph Allan Sampson - Astronomo britannico di nascita irlandese (1866-1939). | 29,58° N   | 343,47° E   | 1,83 km   | nessuno                                         |
| Sanford          | Roscoe Frank Sanford - Astronomo statunitense (1883-1958). | 32,38° N   | 220,79° E   | 55,09 km  | C T W Y                                         |
| Santbech         | Daniel Santbech Noviomagus - Astronomo olandese (?-fl. 1561). | 20,99° S   | 44,06° E    | 62,24 km  | A B C D E F G H J K L M N P Q R S T U V W X Y Z |
| Santos-Dumont    | Alberto Santos-Dumont - Ingegnere aeronautico brasiliano (1873-1932). | 27,79° N   | 4,75° E     | 8,8 km    | nessuno                                         |
| Sarabhai         | Vikram Ambalal Sarabhai - Astrofisico indiano (1919-1971). | 24,75° N   | 21° E       | 7,38 km   | nessuno                                         |
| Sarton           | George Alfred Leon Sarton - Storico della scienza belga-statunitense (1884-1956). | 49,12° N   | 238,86° E   | 71,33 km  | L Y Z                                           |
| Sasserides       | Gellio Sasceride - Astronomo danese (1562-1612). | 39,28° S   | 350,56° E   | 81,74 km  | A B D E F H K L M N P S                         |
| Saunder          | Samuel Arthur Saunder - Matematico britannico (1852-1912). | 4,26° S    | 8,72° E     | 44,38 km  | A B C S T                                       |
| Saussure         | Horace-Bénédict de Saussure - Geologo svizzero (1740-1799). | 43,38° S   | 356,12° E   | 54,56 km  | A B C D E F CA                                  |
| Scaliger         | Giuseppe Giusto Scaligero - Storico francese (1540-1609). | 27,26° S   | 109,14° E   | 86,4 km   | U                                               |
| Schaeberle       | John Martin Schaeberle - Astronomo statunitense (1853-1924). | 26,33° S   | 117,71° E   | 56,74 km  | S U                                             |
| Scheele          | Carl Scheele - Chimico svedese (1742-1786). | 9,45° S    | 322,15° E   | 4,69 km   | nessuno                                         |
| Scheiner         | Christoph Scheiner - Astronomo tedesco (1573-1650). | 60,35° S   | 332,19° E   | 110,07 km | A B C D E F G H J K LM P Q R S T U V W X Y      |
| Schiaparelli     | Giovanni Schiaparelli - Astronomo italiano (1835-1910). | 23,38° N   | 301,18° E   | 24,2 km   | A (B) C (D) E                                   |
| Schickard        | Wilhelm Schickard - Astronomo tedesco (1592-1635). | 44,38° S   | 304,89° E   | 212,18 km | A B C D E F G H J K L M N P Q R S T W X Y       |
| Schiller         | Julius Schiller - Astronomo tedesco (?-fl. 1627). | 51,72° S   | 320,22° E   | 179,36 km | A B C D E F G H J K L M N P R S T W             |
| Schjellerup      | Hans Schjellerup - Astronomo danese (1827-1887). | 69,04° N   | 158,24° E   | 62,82 km  | H J N R                                         |
| Schlesinger      | Frank Schlesinger - Astronomo statunitense (1871-1943). | 47,12° N   | 221,02° E   | 97,28 km  | A B M                                           |
| Schliemann       | Heinrich Schliemann - Archeologo tedesco (1822-1890). | 1,99° S    | 155,12° E   | 77,4 km   | A B G T W                                       |
| Schlüter         | Heinrich Schlüter - Astronomo tedesco (1815-1844). | 5,93° S    | 276,61° E   | 87,55 km  | A P S U V X Z                                   |
| Schmidt          | Johann Friedrich Julius, Bernhard e Otto Schmidt - Astronomo tedesco (1825-1884), ottico tedesco (1879-1935) e esploratore sovietico (1891-1956).                                       | 0,96° N    | 18,78° E    | 11,13 km  | nessuno                                         |
| Schneller        | Herbert Schneller - Astronomo tedesco (1901-1967). | 41,34° N   | 196,27° E   | 56,87 km  | G H L S                                         |
| Schomberger      | Georg Schomberger - Astronomo austriaco (1597-1645). | 76,64° S   | 24,69° E    | 85,8 km   | A C D F G H J K L X Y Z                         |
| Schönfeld        | Eduard Schönfeld - Astronomo tedesco (1828-1891). | 44,76° N   | 262° E      | 24,57 km  | nessuno                                         |
| Schorr           | Richard Schorr - Astronomo tedesco (1867-1951). | 19,45° S   | 89,8° E     | 52,09 km  | A B C D                                         |
| Schrödinger      | Erwin Schrödinger - Fisico austriaco (1887-1961). | 74,73° S   | 132,93° E   | 316,39 km | B G J W                                         |
| Schröter         | Johann Hieronymus Schröter - Astronomo tedesco (1745-1816). | 2,74° N    | 353,02° E   | 36,67 km  | A C D E F G H J K L M S T U W                   |
| Schubert         | Theodor Friedrich von Schubert - Cartografo russo (1789-1865). | 2,78° N    | 81,01° E    | 51,94 km  | A (B) C E F G H J K N X (Y) (Z)                 |
| Schumacher       | Heinrich Christian Schumacher - Astronomo tedesco (1780-1850). | 42,42° N   | 60,81° E    | 61,31 km  | B                                               |
| Schuster         | Arthur Schuster - Fisico britannico (1851-1934). | 4,44° N    | 146,42° E   | 100,08 km | J K N P Q R Y                                   |
| Schwabe          | Heinrich Schwabe - Astronomo tedesco (1789-1875). | 65,1° N    | 45,48° E    | 25,47 km  | C D E F G K U W X                               |
| Schwarzschild    | Karl Schwarzschild - Astronomo tedesco (1873-1916). | 70,08° N   | 121,57° E   | 211,42 km | A D K L Q S T                                   |
| Scobee           | Dick Scobee - Astronauta statunitense (1939-1986). | 31,36° S   | 210,36° E   | 41,53 km  | nessuno                                         |
| Scoresby         | William Scoresby - Esploratore britannico (1789-1857). | 77,73° N   | 14,13° E    | 54,93 km  | K M P Q W                                       |
| Scott            | Robert Falcon Scott - Esploratore britannico (1868-1912). | 82,35° S   | 48,52° E    | 107,82 km | (A) E M                                         |
| Seares           | Frederick Hanley Seares - Astronomo statunitense (1873-1964). | 73,74° N   | 147,23° E   | 99,5 km   | B Y                                             |
| Secchi           | Angelo Secchi - Astronomo italiano (1818-1878). | 2,4° N     | 43,56° E    | 22,13 km  | A B G K U X                                     |
| Sechenov         | Ivan Michajlovič Sečenov - Fisiologo russo (1829-1905). | 6,97° S    | 216,91° E   | 63,8 km   | C P                                             |
| Seeliger         | Hugo Hans Ritter von Seeliger - Astronomo tedesco (1849-1924). | 2,22° S    | 3° E        | 8,28 km   | A S T                                           |
| Segers           | Carlos Segers - Astronomo argentino (1900-1967). | 46,99° N   | 127,52° E   | 17,28 km  | H M N                                           |
| Segner           | Johann Andreas von Segner - Fisico tedesco (1704-1777). | 58,96° S   | 311,32° E   | 67,84 km  | A B C E G H K L M N                             |
| Seidel           | Philipp Ludwig von Seidel - Astronomo tedesco (1821-1896). | 32,65° S   | 152,47° E   | 55,39 km  | J M U                                           |
| Seleucus         | Seleuco di Seleucia - Astronomo babilonese (?-fl. c. 150 a.C.). | 21,09° N   | 293,34° E   | 45,01 km  | A E                                             |
| Seneca           | Lucio Anneo Seneca - Naturalista romano (4 a.C. -65 d.C.). | 26,71° N   | 79,81° E    | 47,57 km  | A B C D E F G                                   |
| Seyfert          | Carl Keenan Seyfert - Astronomo statunitense (1911-1960). | 29,26° N   | 114,34° E   | 102,63 km | A                                               |
| Shackleton       | Ernest Shackleton - Esploratore britannico (1874-1922). | 89,67° S   | 129,78° E   | 20,92 km  | nessuno                                         |
| Shahinaz         | Shahinaz - Nome femminile turco. | 7,58° N    | 122,42° E   | 15,99 km  | nessuno                                         |
| Shaler           | Nathaniel Southgate Shaler - Geologo statunitense (1841-1906). | 32,89° S   | 274,73° E   | 48,47 km  | nessuno                                         |
| Shapley          | Harlow Shapley - Astronomo statunitense (1885-1972). | 9,35° N    | 56,83° E    | 24,82 km  | nessuno                                         |
| Sharonov         | Vsevolod Vasilievič Šaronov - Astronomo sovietico (1901-1964). | 12,37° N   | 173,1° E    | 75,12 km  | D F X                                           |
| Sharp            | Abraham Sharp - Astronomo britannico (1651-1742). | 45,75° N   | 319,78° E   | 37,61 km  | A B D J K L M U V W                             |
| Shatalov         | Vladimir Aleksandrovič Šatalov - Cosmonauta sovietico (1927-). | 24,26° N   | 140,48° E   | 24,05 km  | nessuno                                         |
| Shayn            | Grigorij Abramovič Šajn - Astrofisico russo (1892-1956). | 32,52° N   | 172,42° E   | 92,9 km   | B F H Y                                         |
| Sheepshanks      | Anne Sheepshanks - Mecenate britannica (1789-1876). | 59,24° N   | 17,04° E    | 23,67 km  | A B C                                           |
| Shen Kuo         | Shen Kuo - Astronomo cinese (1031-1095). | 44° N      | 310,59° E   | 0,9 km    | nessuno                                         |
| Sherrington      | Charles Scott Sherrington - Neurofisiologo britannico (1856-1952). | 11,13° S   | 118° E      | 18,8 km   | nessuno                                         |
| Shi Shen         | Shi Shen - Astronomo cinese (?-c. 300 a.C.). | 75,78° N   | 104,13° E   | 46,52 km  | P Q                                             |
| Shioli           | Shioli - Nome femminile giapponese. | 13,33° S   | 25,23° E    | 0,27 km   | nessuno                                         |
| Shirakatsi       | Anania di Shirak - Geografo armeno (c. 620 - c. 685). | 12,18° S   | 128,56° E   | 48,13 km  | nessuno                                         |
| Shoemaker        | Eugene Shoemaker - Astrogeologo statunitense (1928-1997). | 88,14° S   | 45,91° E    | 51,82 km  | nessuno                                         |
| Short            | James Short - Matematico scozzese (1710-1768). | 74,54° S   | 352,32° E   | 67,94 km  | A B                                             |
| Shternberg       | Pavel Karlovič Šternberg - Astronomo russo (1865-1920). | 19,38° N   | 243,18° E   | 74,36 km  | C                                               |
| Shuckburgh       | George Shuckburgh - Geografo britannico (1751-1804). | 42,65° N   | 52,71° E    | 37,73 km  | A C E                                           |
| Shuleykin        | Mikhail Vasil'evič Šuleykin - Ingegnere sovietico (1884-1939). | 27,11° S   | 267,33° E   | 14,67 km  | nessuno                                         |
| Siedentopf       | Heinrich Siedentopf - Astronomo tedesco (1906-1963). | 22,05° N   | 135,08° E   | 62,7 km   | E G H M Q                                       |
| Sierpinski       | Wacław Sierpiński - Matematico polacco (1882-1969). | 26,93° S   | 154,81° E   | 66,94 km  | Q                                               |
| Sikorsky         | Igor Sikorsky - Ingegnere aeronautico russo-statunitense (1889-1972). | 65,89° S   | 103,65° E   | 97,67 km  | Q                                               |
| Silberschlag     | Johann Esaias Silberschlag - Astronomo tedesco (1721-1791). | 6,21° N    | 12,53° E    | 12,56 km  | A D E G P S                                     |
| Simpelius        | Hugh Semple - Matematico scozzese (1596-1654). | 72,61° S   | 14,74° E    | 68,89 km  | A B C D E F G H J K L M N P                     |
| Sinas            | Simon Sinas - Mecenate greco (1810-1876). | 8,85° N    | 31,6° E     | 11,67 km  | A E G H J K                                     |
| Sirsalis         | Gerolamo Sersale - Astronomo italiano (1584-1654). | 12,49° S   | 299,49° E   | 44,17 km  | A B C D E F G H J K T Z                         |
| Sisakyan         | Norajr Martirosovič Sisakyan - Biochimico sovietico (1907-1966). | 41,07° N   | 109,13° E   | 35,6 km   | C D E                                           |
| Sita             | Sita - Nome femminile indiano. | 4,61° N    | 120,7° E    | 1,59 km   | nessuno                                         |
| Sklodowska       | Maria Skłodowska-Curie - Chimica polacca (1867-1934). | 18,04° S   | 96,15° E    | 125,55 km | A D J R Y                                       |
| Slater           | David Charles Slater - Scienziato statunitense (1957-2011). | 88,08° S   | 111,29° E   | 25,12 km  | nessuno                                         |
| Slava            | Slava - Nome maschile slavo, diminutivo di Vyacheslav. Sito d'allunaggio di Lunokhod-1.                                                                                                 | 38,3° N    | 325° E      | 0,1 km    | nessuno                                         |
| Slipher          | Earl Charles e Vesto Slipher - Astronomi statunitensi, fratelli. Rispettivamente (1883-1964) e (1875-1969).                                                                             | 49,28° N   | 160,27° E   | 74,65 km  | S                                               |
| Slocum           | Frederick Slocum - Astronomo statunitense (1873-1944). | 3,15° S    | 89,07° E    | 12,15 km  | nessuno                                         |
| Smith            | Michael John Smith - Astronauta statunitense (1945-1986). | 31,79° S   | 208,99° E   | 32,87 km  | nessuno                                         |
| Smithson         | James Smithson - Chimico britannico (1765-1829). | 2,38° N    | 53,64° E    | 6,04 km   | nessuno                                         |
| Smoluchowski     | Marian Smoluchowski - Fisico polacco (1872-1917). | 60,22° N   | 263,09° E   | 84,26 km  | F H                                             |
| Snellius         | Willebrord Snel - Astronomo olandese (1580-1626). | 29,33° S   | 55,7° E     | 85,98 km  | A B C D E X Y                                   |
| Sniadecki        | Jan Śniadecki - astronomo polacco (1756-1830). | 22,29° S   | 191,16° E   | 41,13 km  | F J Q Y                                         |
| Soddy            | Frederick Soddy - Fisico britannico (1877-1956). | 0,45° N    | 121,77° E   | 40,79 km  | E G P Q                                         |
| Somerville       | Mary Somerville - Fisica britannica (1780-1872). | 8,33° S    | 64,96° E    | 17,08 km  | nessuno                                         |
| Sommerfeld       | Arnold Sommerfeld - Fisico tedesco (1868-1951). | 64,83° N   | 198,46° E   | 150,89 km | N V                                             |
| Sömmering        | Samuel Thomas von Sömmerring - Medico tedesco (1755-1830). | 0,19° N    | 352,47° E   | 27,97 km  | A P R                                           |
| Song Yingxing    | Song Yingxing - Scienziato cinese (1587–1666). | 42,34° N   | 310,35° E   | 1,8 km    | nessuno                                         |
| Soraya           | Soraya - Nome femminile persiano. | 12,87° S   | 358,37° E   | 1,9 km    | nessuno                                         |
| Sosigenes        | Sosigene di Alessandria - Astronomo greco (?-fl. 46 a.C.). | 8,7° N     | 17,6° E     | 16,99 km  | A B C                                           |
| South            | James South - Astronomo britannico (1785-1867). | 57,58° N   | 309,06° E   | 119,04 km | A BC D E F G H K M                              |
| Spallanzani      | Lazzaro Spallanzani - Biologo italiano (1729-1799). | 46,38° S   | 24,73° E    | 30,86 km  | A D F G                                         |
| Spencer Jones    | Harold Spencer Jones - Astronomo britannico (1890-1960). | 13,06° N   | 165,84° E   | 88,19 km  | H J K Q W                                       |
| Spörer           | Friederich Wilhelm Gustav Spörer - Astronomo tedesco (1822-1895). | 4,3° S     | 358,23° E   | 25,57 km  | A                                               |
| Spudis           | Paul Spudis - Geologo statunitense (1952 - 2018). | 89,51° S   | 275,39° E   | 13 km     | nessuno                                         |
| Spurr            | Josiah Edward Spurr - Geologo statunitense (1870-1950). | 27,91° N   | 358,73° E   | 13,21 km  | nessuno                                         |
| St. John         | Charles Edward St. John - Astronomo statunitense (1857-1935). | 10,07° N   | 149,98° E   | 66,74 km  | A M W X Y                                       |
| Stadius          | Johannes Stadius - Astronomo belga (1527-1579). | 10,48° N   | 346,23° E   | 68,48 km  | A B C D E F G H J K L M N P Q R S T U W         |
| Stark            | Johannes Stark - Fisico tedesco (1874-1957). | 25,43° S   | 134,59° E   | 47,72 km  | R V Y                                           |
| Stearns          | Carl Leo Stearns - Astronomo statunitense (1892-1972). | 34,68° N   | 162,6° E    | 38,94 km  | nessuno                                         |
| Stebbins         | Joel Stebbins - Astronomo statunitense (1878-1966). | 64,36° N   | 217,36° E   | 129,74 km | C U                                             |
| Stefan           | Josef Stefan - Fisico austriaco (1835-1893). | 46,33° N   | 251,23° E   | 112,18 km | L                                               |
| Stein            | Johan Willem Jakob Antoon Stein - Astronomo olandese (1871-1951). | 7° N       | 179,11° E   | 30,72 km  | C K L M N                                       |
| Steinheil        | Karl August von Steinheil - Astronomo tedesco (1801-1870). | 48,71° S   | 46,66° E    | 63,28 km  | E F G H K X Y Z                                 |
| Steklov          | Vladimir Andreevič Steklov - Matematico sovietico (1864-1926). | 36,73° S   | 254,95° E   | 36,61 km  | nessuno                                         |
| Stella           | Stella - Nome femminile latino. | 19,91° N   | 29,76° E    | 0,42 km   | nessuno                                         |
| Steno            | Niccolò Stenone - Dottore danese (1638-1686). | 32,61° N   | 161,78° E   | 32,29 km  | N Q R T U                                       |
| Sternfeld        | Ary Abramovič Sternfeld - Scienziato sovietico (1905-1980). | 19,75° S   | 217,73° E   | 109,8 km  | nessuno                                         |
| Stetson          | Harlan True Stetson - Astronomo statunitense (1885-1964). | 39,58° S   | 241,8° E    | 63,12 km  | E G N P                                         |
| Stevinus         | Simone Stevino - Matematico belga (1548-1620). | 32,49° S   | 54,14° E    | 71,54 km  | A B C D E F G H J K L R S                       |
| Stewart          | John Quincy Stewart - Astrofisico statunitense (1894-1972). | 2,15° N    | 66,98° E    | 13,77 km  | nessuno                                         |
| Stiborius        | Andreas Stoberl - Astronomo tedesco (1465-1515). | 34,49° S   | 31,99° E    | 43,76 km  | A B C D E F G J K L M N P                       |
| Stöfler          | Johannes Stöffler - Astronomo tedesco (1452-1531). | 41,24° S   | 5,93° E     | 129,87 km | D E F G H J K L M N O P R S T U X Y Z           |
| Stokes           | George Stokes - Matematico britannico (1819-1903). | 52,36° N   | 271,89° E   | 53,85 km  | nessuno                                         |
| Stoletov         | Aleksandr Grigorievič Stoletov - Fisico russo (1839-1896). | 44,82° N   | 204,5° E    | 42,43 km  | C Y                                             |
| Stoney           | George Johnstone Stoney - Fisico irlandese (1826-1911). | 55,58° S   | 203,62° E   | 47,51 km  | nessuno                                         |
| Störmer          | Carl Størmer - Astronomo norvegese (1874-1957). | 57,14° N   | 146,65° E   | 68,62 km  | C H P T Y                                       |
| Stose            | Anna Isabel Jonas Stose - Geologa statunitense (1881-1974). | 86,38° S   | 32,13° E    | 16,7 km   | nessuno                                         |
| Strabo           | Strabone - Geografo greco (54 a.C.-24 d.C.). | 61,94° N   | 54,42° E    | 54,72 km  | B C L N                                         |
| Stratton         | Frederick John Marrion Stratton - Astronomo britannico (1881-1960). | 5,6° S     | 164,7° E    | 69,76 km  | F K L Q R U                                     |
| Street           | Thomas Street - Astronomo britannico (1621-1689). | 46,58° S   | 349,26° E   | 58,52 km  | A B C D E F G H J K L M N P R S T               |
| Strömgren        | Elis Strömgren - Astronomo danese (1870-1947). | 21,74° S   | 227,63° E   | 62,17 km  | A X                                             |
| Struve           | Otto Wilhelm von Struve, Otto Struve e Friedrich Georg Wilhelm von Struve - Astronomi. Rispettivamente russo-tedesco (1819-1905), statunitense (1897-1963) e russo-tedesco (1793-1864). | 23,41° N   | 283,35° E   | 164,34 km | B C D F G H K L M                               |
| Su Song          | Su Song - Scienziato cinese (1020-1101). | 41,80° S   | 205,51° E   | 0,70 km   | nessuno                                         |
| Subbotin         | Mikhail Fedorovič Subbotin - Astronomo sovietico (1893-1966). | 29,32° S   | 135,71° E   | 71,66 km  | J Q R                                           |
| Suess            | Eduard Suess - Geologo austriaco (1831-1914). | 4,36° N    | 312,28° E   | 8,39 km   | B D F G H J K L                                 |
| Sulpicius Gallus | Gaio Sulpicio Gallo - Astronomo romano (fl. 166 a.C.). | 19,63° N   | 11,68° E    | 11,61 km  | A B G H M                                       |
| Sumner           | Thomas Hubbard Sumner - Geografo statunitense (1807-1876). | 37,62° N   | 108,76° E   | 52,87 km  | G                                               |
| Sundman          | Karl Fritiof Sundman - Astronomo finlandese (1873-1949). | 10,76° N   | 268,31° E   | 41,04 km  | J V                                             |
| Susan            | Susan - Nome femminile inglese. | 11° S      | 353,7° E    | 0,95 km   | nessuno                                         |
| Svedberg         | Theodor Svedberg - Chimico svedese (1884-1971). | 81,68° S   | 65,15° E    | 15,34 km  | nessuno                                         |
| Sverdrup         | Otto Sverdrup - Esploratore norvegese (1855-1930). | 88,32° S   | 206,61° E   | 32,83 km  | nessuno                                         |
| Swann            | William Francis Gray Swann - Fisico anglo-statunitense (1884-1962). | 51,96° N   | 112,52° E   | 42,18 km  | A C                                             |
| Swasey           | Ambrose Swasey - Inventore statunitense (1846-1937). | 5,46° S    | 89,67° E    | 24,85 km  | nessuno                                         |
| Swift            | Lewis Swift - Astronomo statunitense (1820-1913). | 19,35° N   | 53,44° E    | 10,06 km  | nessuno                                         |
| Sylvester        | James Joseph Sylvester - Matematico britannico (1814-1897). | 82,65° N   | 278,78° E   | 59,28 km  | N                                               |
| Szilard          | Leó Szilárd - Fisico ungherese-statunitense (1898-1964). | 33,71° N   | 105,78° E   | 127,22 km | H M                                             |